# Hồng Nhung
Hồng Nhung (Hanói, 15 de março de 1970) é uma atriz e cantora vietnamita.

## Discografia
- Tiếng hát Hồng Nhung (1988)
- Sao anh không đến (1991)
- Trịnh Công Sơn - Bống bồng ơi (1993)
- Chợt nghe em hát (1995)
- Mê khúc (1995)
- Hát mừng Giáng sinh (1996) com Tam ca Áo Trắng
- Đoản khúc thu Hà Nội (1997)
- Hồng Nhung và những bài Topten (1998)
- Bài hát ru cho anh -11 tình khúc Dương Thụ (1998)
- Ru tình (2000)
- Cháu vẽ ông mặt trời (2001)
- Ngày không mưa (2002)
- Thuở Bống là người (2003)
- Một ngày mới (2003)
- Khu vườn yên tĩnh (2004)
- Như cánh vạc bay (2006)
- Vòng tròn (2011)
- Vườn yêu (1998)
- Lời gọi thiên thu (1999)
- Như cánh vạc bay (2006)
- Nghe mưa com Thanh Lam (1997)
- Giọt lệ tình com Thanh Lam (2002)
- Nợ com Thanh Lam (2006)
- Vì ta cần nhau (2007, 2008) com Quang Dũng
- Có đâu bao giờ (2009) com Quang Dũng
- Vòng tròn (2011)

## Filmografia
| Ano  | Filme              |
| ---- | ------------------ |
| 2001 | The Quiet American |
| 2008 | Giải cứu thần chết |